# André Vidal de Negreiros
André Vidal de Negreiros, portugalski general, * 1606, † 1680.
Bil je:
- guverner Maranhãe (1655–1656),
- guverner Pernambuce (1657–1661),
- guverner in generalkapitan Angole (1661–1666) in
- guverner Pernambuce (1667).